# 영국 아카데미 장편 애니메이션상
영국 아카데미 장편 애니메이션 작품상(BAFTA Award for Best Animated Film)에 대한 내용이다.
영국 영화 텔레비전 예술 아카데미(BAFTA)는 영화, TV, 어린이 영화 및 TV, 인터랙티브 미디어에 대한 연례 시상식을 주최하는 영국 조직이다. 2006년부터 선정된 영화는 연례 시상식에서 BAFTA 최우수 애니메이션 영화상을 수상했다.

## 수상작
- 해피 피트 (2006)
- 라따뚜이 (2007)
- 월-E (2008)
- 업 (2009)
- 토이 스토리 3 (2010)
- 랭고 (2011)
- 메리다와 마법의 숲 (2012)
- 겨울왕국 (2013)
- 레고 무비 (2014)
- 인사이드 아웃 (2015)
- 쿠보와 전설의 악기 (2016)
- 코코 (2017)
- 스파이더맨: 뉴 유니버스 (2018)
- 클라우스 (2019)
- 소울 (2020)
- 엔칸토: 마법의 세계 (2021)
- 피노키오 (2022)
- 그대들은 어떻게 살 것인가 (2023)

## 같이 보기
- 아카데미 장편 애니메이션상
- 골든 글로브상 장편 애니메이션 작품상
- 문화청 미디어 예술제
- 애니메이션 고베
- 도쿄 애니메이션 어워드